# Anna Stevenson
Anna Elise Stevenson, coniugata Hall (Laurens, 8 luglio 1999), è una pallavolista statunitense, centrale della LOVB Madison.

## Biografia
Nel 2022 sposa il giocatore di baseball Duncan Hall.

## Carriera

### Club
La carriera di Anna Stevenson inizia nei tornei scolastici della Carolina del Sud con la Laurens District 55 HS. Dopo il diploma è impegnata nella lega universitaria NCAA Division I: dal 2017 al 2018 gioca per Auburn, trasferendosi in seguito alla Louisville, dove milita nel seguente triennio e raccoglie qualche riconoscimento individuale, oltre a spingersi fino alla Final 4 del 2021.
Nel dicembre 2021 sigla il suo primo contratto da professionista in Turchia, partecipando alla seconda parte dell'annata in Sultanlar Ligi con l'Aydın BB. Nella stagione 2022-23 si trasferisce nella Serie A1 italiana, dove difende i colori della Cuneo Granda per un biennio. Viene poi ingaggiata in patria dalla LOVB Madison, partecipando alla prima edizione della League One Volleyball e venendo inserita nella seconda squadra delle LOVB Icons.

### Nazionale
Fa il debutto nella nazionale statunitense nel 2022, in occasione della Volleyball Nations League.

## Palmarès

### Premi individuali
- 2020 - All-America Second Team
- 2021 - All-America First Team
- 2021 - NCAA Division I: Louisville Regional All-Tournament Team
- 2025 - League One Volleyball: LOVB Icons Second Team